# 曲靖路
曲靖路，元朝时设置的路。
至元十三年（1276年）置，治所在南宁县（今云南省曲靖市）。为曲靖宣慰司治。下领一县：南宁县，五州：陆凉州、越州、罗雄州、马龙州、沾益州。州领六县。辖境相当今云南省陆良、罗平两县以北，牛栏江上游以东地区。明朝洪武十五年（1382年）改为曲靖府。 